# Serguéi Rolduguin
Serguéi Pávlovich Rolduguin (en ruso, Сергей Павлович Ролдугин, nacido el 28 de septiembre de 1951 en Sajalín) es un violonchelista y hombre de negocios ruso, radicado en San Petersburgo. 

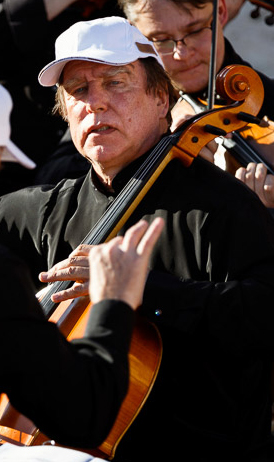
Sergei Rolduguin

## Conexiones con Vladímir Putin y Panama Papers

### Vladímir Putin
Serguéi Rolduguin es el padrino de María Pútina, hija de Vladímir Putin. Fue amigo de Putin desde la década de 1970. En marzo de 2016, The Guardian describió a Rolduguin como el mejor amigo de Vladímir Putin. Él le presentó a Vladímir a Liudmila, su futura esposa. El hermano de Rolduguin, Yevgueni, fue a una escuela de entrenamiento de la KGB con Putin.

### Panama Papers
En abril de 2016 la O.C.C.R.P. describió a Rolduguin como el "vigilante secreto" de las riquezas de Putin mediante su participación entre varias compañías "offshore".